# Île (sculpture)
Pour les articles homonymes, voir Île (homonymie).

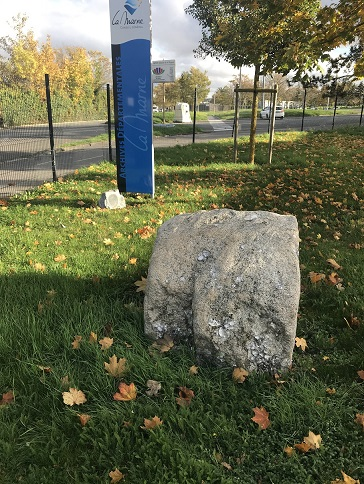
Île de Nicolas Floc'h

Île est une œuvre de Nicolas Floc'h située dans la ville de Reims dans la Champagne-Ardenne.

## Situation
L’œuvre est visible, à gauche en entrant sur le site de l’annexe de Reims des Archives départementales de la Marne, 44 avenue de l'Yser à Reims.
Elle a été réalisée en juillet 2013 et inaugurée le 23 juin 2014.

## Description
Elle se présente sous la forme d’une grosse pierre de granit incrusté de coquilles d’huîtres (rappel de la Bretagne natale de l'auteur ?), accompagnée par un haut-parleur qui diffuse un fond sonore de bord de mer.

## Signalétique
Elle dispose, à proximité, d’une plaque signalétique au sol qui décrit et explique l’œuvre.

## Auteur
Nicolas Floc'h est né en 1970 à Rennes, France. Il vit et travaille à Paris. Il enseigne à l’EESAB-Site de Rennes.